# 11 Малого Льва
11 Малого Льва (лат. 11 Leonis Minoris) — двойная звезда, которая находится в созвездии Малый Лев на расстоянии около 37 световых лет от нас.

## Характеристики
Звезда расположена в восточной центральной части созвездия. Согласно Шестому каталогу орбит визуально-двойных звёзд, компоненты А и В разделены между собой расстоянием в 43,0 а. е. с чрезвычайно большим эксцентриситетом (e=0,88). Полный оборот вокруг общего центра масс они совершают за 201 год. В периастре они достигают расстояния 5,2 а. е., а в апоастре — 80,8 а. е.

### 11 Малого Льва A
Главная компонента относится к переменным звёздам типа RS Гончих Псов и имеет дополнительное обозначение SV Малого Льва. Отнести к определённому классу звезду трудно. Скорее всего, она представляет собой жёлтый карлик главной последовательности, хотя некоторые исследователи относят её к субгигантам или даже к гигантам. Диаметр звезды определяется между 85 и 144% диаметра Солнца, а её светимость составляет 71% солнечной. У 11 Малого Льва A наблюдается высокая хромосферная активность: пятна занимают до 15% её поверхности. Увеличение яркости происходит с периодичностью около 18 суток.

### 11 Малого Льва B
Данная звезда принадлежит к классу красных карликов главной последовательности. Намного меньше и тусклее нашего Солнца, эта звезда имеет 0,2 массы Солнца и 24% его диаметра. Используя современные средства наблюдения, на данный момент трудно определить, имеет ли этот компаньон планетарные объекты.

## Ближайшее окружение звезды
Следующие звёздные системы находятся на расстоянии в пределах 20 световых лет от 11 Малого Льва:
| Звезда               | Спектральный класс                    | Расстояние, св. лет |
| BD+36 1970           | M0-2 V                                | 7,6                 |
| GJ 1134              | M V                                   | 8,2                 |
| GJ 1119              | M V                                   | 8,5                 |
| 55 Рака              | G8-K0 V / M3.5-4 V                    | 9,1                 |
| Росс 92              | M4 V                                  | 9,5                 |
| G 42-24              | M V                                   | 9,7                 |
| GJ 1138              | M V                                   | 9,7                 |
| 20 Малого Льва       | G1-3 Va                               | 13                  |
| θ Большой Медведицы  | F6 IV / ? / ?                         | 13                  |
| Поллукс              | K0 IIIb                               | 15                  |
| Талита Северная      | A7 IV / M1 V / M1 V / ?               | 15                  |
| 47 Большой Медведицы | G0-1 V                                | 15                  |
| 61 Большой Медведицы | G8 Ve                                 | 16                  |
| 36 Большой Медведицы | F8 V                                  | 16                  |
| Алула Южная          | F8,5-G0 Ve / M3 V / G0-5 Ve / K2-3 V? | 17                  |
| Грумбридж 1830       | G8 VIp                                | 17                  |
| HR 3579              | F5 V / ?                              | 17                  |